# On the Line (Jenny Lewis)
On the Line è il quarto album in studio da solista della cantante statunitense Jenny Lewis, pubblicato nel 2019.

## Tracce
1. Heads Gonna Roll – 5:14
2. Wasted Youth – 4:13
3. Red Bull & Hennessy – 4:49
4. Hollywood Lawn – 4:35
5. Do Si Do – 3:54
6. Dogwood – 4:29
7. Party Clown – 4:09
8. Little White Dove – 4:49
9. Taffy – 4:28
10. On the Line – 3:49
11. Rabbit Hole – 2:46